# Agerinia
Agerinia és un gènere extint de primats de la família dels notàrctids que visqueren a Euràsia durant l'Eocè. Se n'han trobat restes fòssils a Espanya (incloent-hi Catalunya), França i el Pakistan. Eren animals quadrúpedes que vivien als arbres i podien saltar de branca en branca, tot i que no eren saltadors consumats. Pesaven entre 500 i 900 g. Les tres espècies d'aquest grup formen un llinatge evolutiu que va des de A. smithorum, la més antiga, fins a A. roselli, la més recent, passant per A. marandati.